# امره عاشق
امره عاشق (انگلیسی: Emre Aşık؛ زادهٔ ۱۳ دسامبر ۱۹۷۳) یک بازیکن فوتبال اهل ترکیه است.
وی همچنین در تیم ملی فوتبال ترکیه بازی کرده‌است.